# Viačeslav Škil
Viačeslav Škil, ros. Вячеслав Шкиль, trb. Wiaczesław Szkil (ur. 11 maja 1947 w Wilnie) – litewski inżynier, ekonomista, polityk i samorządowiec, radziecki działacz partyjny, poseł na Sejm Republiki Litewskiej (2004–2008).

## Życiorys
W 1966 ukończył wileńskie technikum elektromechaniczne ze specjalnością technika-elektryka. W 1973 został absolwentem mechaniki inżynieryjnej Instytutu Technologicznego w Leningradzie. Od 1966 do 1974 pracował jako elektryk i inżynier we Wszechzwiązkowym Instytucie Naukowo-Badawczym Materiałów Spawalniczych w Moskwie. W 1974 rozpoczął pracę w aparacie KPZR. Pięć lat później ukończył Wyższą Szkołę Partyjną przy KC KPZR w Leningradzie, a w 1981 obronił tam pracę kandydacką. Od 1983 był zatrudniony jako docent na uczelni. W 1990 ukończył Akademię Kierowania Rolnictwem przy Radzie Ministrów ZSRR ze specjalnością ekonomia. Po przemianach własnościowych na Litwie objął kierownictwo nad spółką akcyjną ODA-LUX, a w 1994 został dyrektorem przedsiębiorstwa Teisity. Od 2000 do 2003 pełnił mandat radnego Wisaginii. W 2003 wstąpił do Partii Pracy, z ramienia której w następnym roku uzyskał mandat posła na Sejm. Od 2007 należał do klubu parlamentarnego Litewskiej Partii Socjaldemokratycznej. W wyborach w 2008 nie ubiegał się o reelekcję.